# Troisième vague (collection)
Pour les articles homonymes, voir Troisième vague.
Troisième vague est une collection de bandes dessinées publiée par les éditions Le Lombard.

## Albums publiés
- Alpha
- Alvin Norge
- Blackline
- Capricorne
- Deux hommes en guerre
- CH Confidentiel
- District 77
- Hedge Fund
- IR$
- IRS Team
- James Healer
- John Tiffany
- Miss Octobre
- Narcos
- Niklos Koda
- Rafales
- Sherman
- Sisco
- Vlad

### Documentation
- Cathia Engelbach, « Troisième vague, la collection qui déferle », sur Les Petits Miquets, 15 septembre 2015.